# Тетрахлороплатинат(II) аммония
Тетрахлороплатинат(II) аммония — неорганическое соединение,
комплексное соединение металла платины с формулой (NH4)2[PtCl4],
красные кристаллы,
плохо растворяется в холодной воде.

## Получение
- Восстановление гексахлороплатината(IV) аммония оксалатом аммония:

{\displaystyle {\mathsf {(NH_{4})_{2}[PtCl_{6}]+(NH_{4})_{2}C_{2}O_{4}\ {\xrightarrow {}}\ (NH_{4})_{2}[PtCl_{4}]+2NH_{4}Cl+2CO_{2}}}}

## Физические свойства
Тетрахлороплатинат(II) аммония образует красные кристаллы.
Растворяется в воде, не растворяется в этаноле.

## Химические свойства
- Разлагается при нагревании:

{\displaystyle {\mathsf {(NH_{4})_{2}[PtCl_{4}]\ {\xrightarrow {T}}\ PtCl_{2}+2NH_{4}Cl}}}